# Begonia corrugata
Espèce
Begonia corrugata est une espèce de plantes de la famille des Begoniaceae.
Elle a été décrite en 2007 par Ruth Kiew (1946-…) et Sang Julia.